# Феліпе Паскуччі
Феліпе Паскуччі (італ. Filippo Pascucci, 24 червня 1907, Генуя — 18 грудня 1966) — італійський футбольний тренер. Чемпіон Аргентини. 

## Кар'єра тренера
Розпочав тренерську кар'єру, очоливши тренерський штаб клубу «Естудіантіль Портеньйо».
1932 року став головним тренером команди «Рівер Плейт», тренував команду з Буенос-Айреса один рік.
Згодом протягом 1934–1934 років очолював тренерський штаб збірної Аргентини, з якої був учасником чемпіонату світу 1934 року в Італії, але програв єдиний матч шведам (2-3).
Протягом тренерської кар'єри також очолював «Спортіво Барракас», «Сестрезе», «Санремезе», «Манліо Каваньяро» та «Асті», а також входив до тренерських штабів клубів «Болонья», «Лігурія» та «Дженоа».
Останнім місцем тренерської роботи був клуб «Санремезе», головним тренером команди якого Феліпе Паскуччі був з 1951 по 1953 рік.
Помер 18 грудня 1966 року на 60-му році життя.

## Титули і досягнення

### Як тренера
- Чемпіон Аргентини (1):

«Рівер Плейт»: 1932